# منتخب الولايات المتحدة لهوكي الحقل للرجال
منتخب الولايات المتحدة الوطني لهوكي الحقل للرجال (بالإنجليزية: United States men's national field hockey team)‏ هو ممثل الولايات المتحدة الرسمي في المنافسات الدولية في هوكي الحقل .